# Las Vegas Strip
Las Vegas Strip (en español: La Franja de Las Vegas), también conocido como The Strip (del inglés La Franja), es una sección de aproximadamente 6,4 km de la avenida Las Vegas Boulevard en las localidades de Paradise y Winchester, Nevada, al sur de los límites de la ciudad de Las Vegas (Estados Unidos). El Strip es una de las avenidas más filmadas y fotografiadas de los Estados Unidos, y probablemente junto con el Hollywood Boulevard en Los Ángeles (donde se encuentra el paseo de la fama de Hollywood) y la Quinta Avenida de Nueva York, sean las avenidas más famosas de los Estados Unidos. La mayor parte del Strip ha sido incluida en el All-American Road, y por ello reconocido por el Departamento de Transporte de los Estados Unidos por su valor arqueológico, cultural, histórico, natural, recreativo y escénico.
Muchos de los hoteles, casinos y resorts más grandes del mundo están localizados en la Strip. De hecho, 18 de los 25 mayores hoteles del mundo se encuentran en ella. No en vano, Las Vegas es, con 39,727,022 personas, la ciudad más visitada de los Estados Unidos.
Previamente Las Vegas Boulevard South se denominó Arrowhead Highway, Salt Lake Highway, U.S. Highway 91 y Los Angeles Highway. Fue un oficial de policía de Los Ángeles llamado Guy McAfee quien denominara a esta avenida por primera vez la Strip rememorando Sunset Strip, su barrio natal.

## Delimitación geográfica

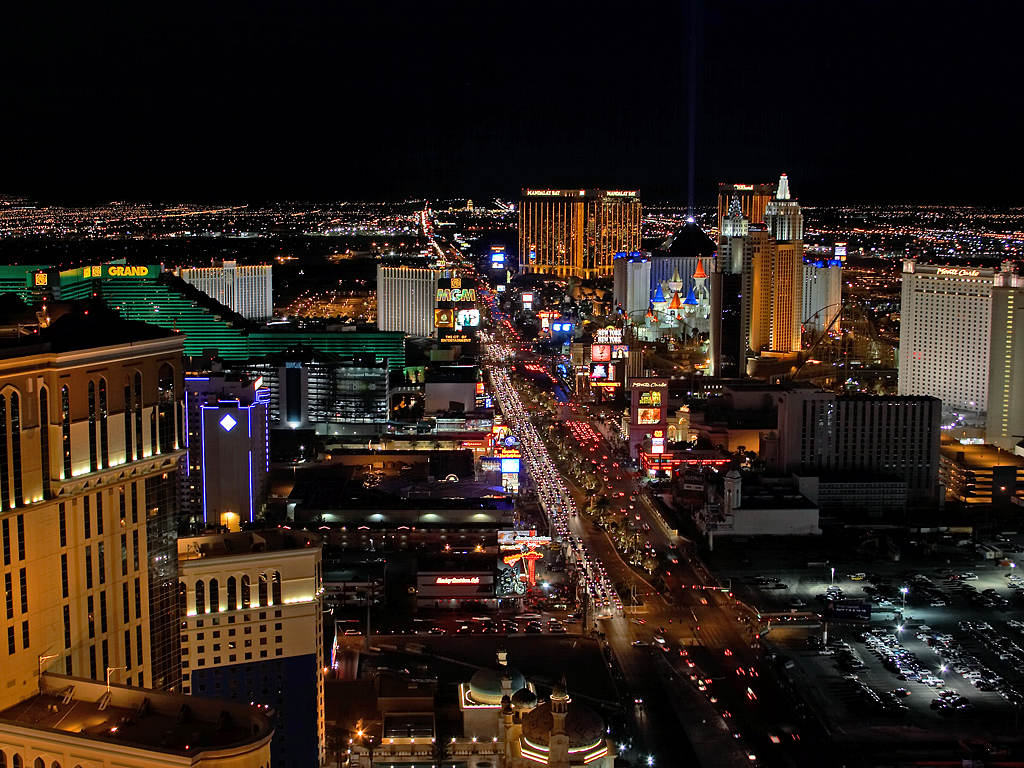
Misma vista del Strip de noche.

Al hablar de la Strip en términos estrictos se hace referencia al tramo de la avenida Las Vegas Boulevard entre las avenidas Sahara y Tropicana, con una distancia total de poco más de 5 km. Sin embargo, el término se usa frecuentemente para referirse a los casinos y resorts situados a ambos lados de la calle, e incluso a las áreas colindantes que no están situadas directamente en Las Vegas Boulevard. Algunas agencias gubernamentales, como la Comisión de Juego de Nevada (del inglés Nevada Gaming Commission), clasifican como propiedades pertenecientes a Las Vegas Strip a las que están situadas a 1,5 km o incluso a más distancia de Las Vegas Boulevard (como por ejemplo el Hard Rock Hotel & Casino). Términos como el Área de la Strip (del inglés Strip Area), el Corredor de los Resorts (del inglés Resort Corridor) o el Distrito del Resort (del inglés Resort District) se usan a veces para indicar áreas geográficas mayores.
La torre Stratosphere, situada a 400 m al norte del hotel Sahara, se suele incluir en el Corredor de Resorts. Hace algún tiempo, se consideraba que el corredor terminaba al sur en la avenida Tropicana, pero las continuas construcciones lo extendieron inicialmente hasta la calle Russell Road, posteriormente hasta la calle Sunset Road y actualmente hasta la autopista I-215. El resort y casino Mandalay Bay está situado justo al norte de la calle Russell Road, mientras que el Bali Hai Golf Club está situado al sur de la calle Russell Road. Town Square, un importante centro de compras está situado en el último emplazamiento disponible al norte de la I-215.

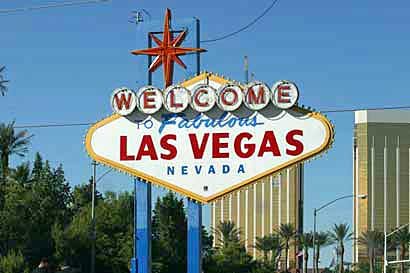
Señal de bienvenida a Las Vegas.

Debido a la cantidad de resorts y a su tamaño el Corredor de Resorts es muy ancho. La autopista I-15 discurre al oeste de forma paralela a una distancia de entre 1,6 y 3,2 km de Las Vegas Boulevard a lo largo de toda la franja. La calle Paradise Road discurre de forma similar pero al lado este desembocando en la avenida East St. Louis. La parte este de la franja delimita con el aeropuerto Harry Reid Airport, al sur de la avenida Tropicana. Se considera que al norte de este punto el Corredor de los Resorts se extiende hacia el este hasta la calle Paradise Road, aunque hay quienes no consideran la calle Koval Lane como parte de la Strip. La I-15 se considera por algunos como el límite oeste del Resort Corridor desde la I-215 hasta la calle Spring Mountain Road. Al norte de este punto la calle Industrial Road representa el límite oeste. Algunos resorts como The Rio y The Palms están de hecho situados al oeste de la I-15, por lo que podría extenderse el límite hacia el oeste hasta las calles Valley View Boulevard o Arville Street.
La famosa Señal de bienvenida a Las Vegas está situada en la mediana justo al sur de la calle Russell Road. Otra señal similar se puede encontrar en el extremo norte de la Strip cerca de la intersección de las calles East St. Louis y South Main.

## Historia
El primer casino que se construyó en la carretera Highway 91 fue el Pair-o-Dice Club en 1931, mientras que el primero que se construyó en lo que hoy es la Strip fue El Rancho Vegas, inaugurado el 3 de abril de 1941 con 63 habitaciones hasta que fue pasto de las llamas casi 20 años más tarde en 1960. El éxito cosechado por este hotel dio lugar a la apertura de otro hotel, el Hotel Last Frontier, en 1942, mientras que el Flamingo abrió sus puertas el 26 de diciembre de 1946, para dar lugar poco a poco a lo que hoy es la Strip.
En 1968 el empresario Kirk Kerkorian compró el Flamingo previa construcción del International Hotel, que finalmente se inaugurara en 1969, para pasar a ser, con 1152 habitaciones, el hotel más grande del mundo. De esta forma comenzó una carrera de megaresorts y megahoteles. El International Hotel se conoce actualmente como el Las Vegas Hilton.
El primer MGM Grand Las Vegas, también propiedad de Kerkorian, se inauguró en 1973 con 2084 habitaciones, lo que sería el hotel más grande del mundo por número de habitaciones. El 21 de noviembre de 1980, el MGM Grand fue víctima del incendio más devastador en la historia de Las Vegas. Un fallo eléctrico les costó la vida a 87 personas. El hotel se reabrió ocho meses más tarde. En 1986 Kerkorian vendió el MGM Grand a Bally Manufacturing, para renombrarse a Bally's.
El parque acuático Wet 'n Wild se inauguró en 1985 y estaba situado al sur del hotel Sahara, pero cerró a finales de 2004 para ser demolido poco después.

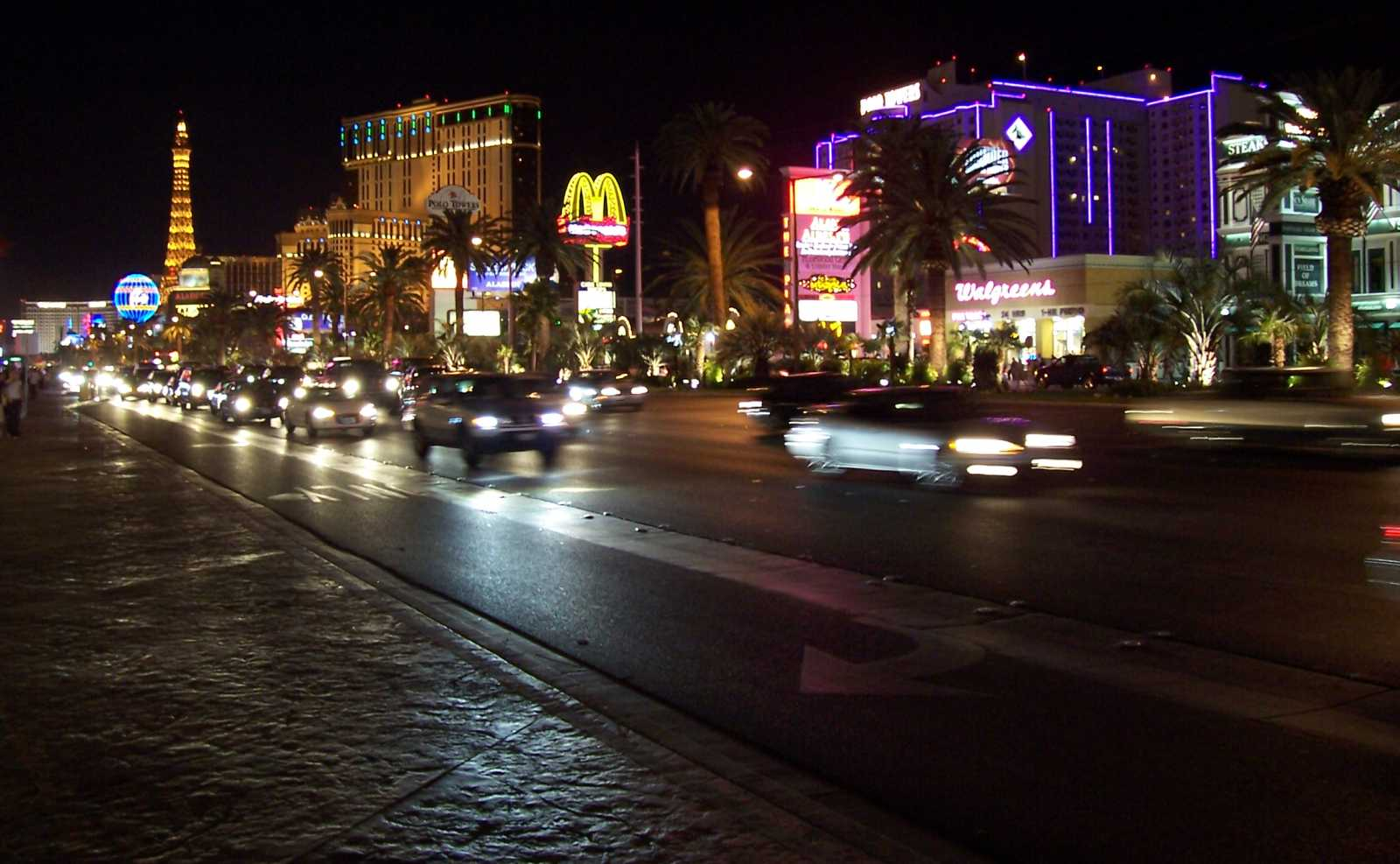
Las Vegas Strip de noche con el Aladdin (hoy Planet Hollywood).

La inauguración del Mirage en 1989 fue el catalizador de una nueva era para Las Vegas. Los pequeños hoteles y casinos dieron lugar a grandes complejos y resorts. Estas instalaciones cuentan con una amplia oferta, desde opciones de entretenimiento, pasando por restaurantes, hasta salas de juego y alojamiento. Este cambio impactó a los hoteles y casinos más pequeños pero de renombre (y hoy en día históricos) como The Dunes, The Sands y el Stardust.
En 1995 tras la muerte de Dean Martin, las luces a lo largo de la Strip se rebajaron como muestra de respeto. En 2005 el condado de Clark renombró una sección de la calle Industrial Road (al sur de la avenida Twain) en la calle Dean Martin Drive como tributo al famoso cantante y actor Rat Pack, quien actuara frecuentemente en Las Vegas.
En un esfuerzo por atraer a toda la familia, los resorts ofrecen cada vez más atracciones dirigidas a los jóvenes, pero por el momento sin gran éxito. El actual MGM Grand abrió sus puertas en 1993 con el parque de atracciones Grand Adventures, pero el parque cerró en 2000 por la escasa afluencia de visitantes. De forma similar, en 2003 Treasure Island cerró su propia sala de videojuegos y abandonó el parque temático sobre piratas, adoptando el nuevo nombre TI.

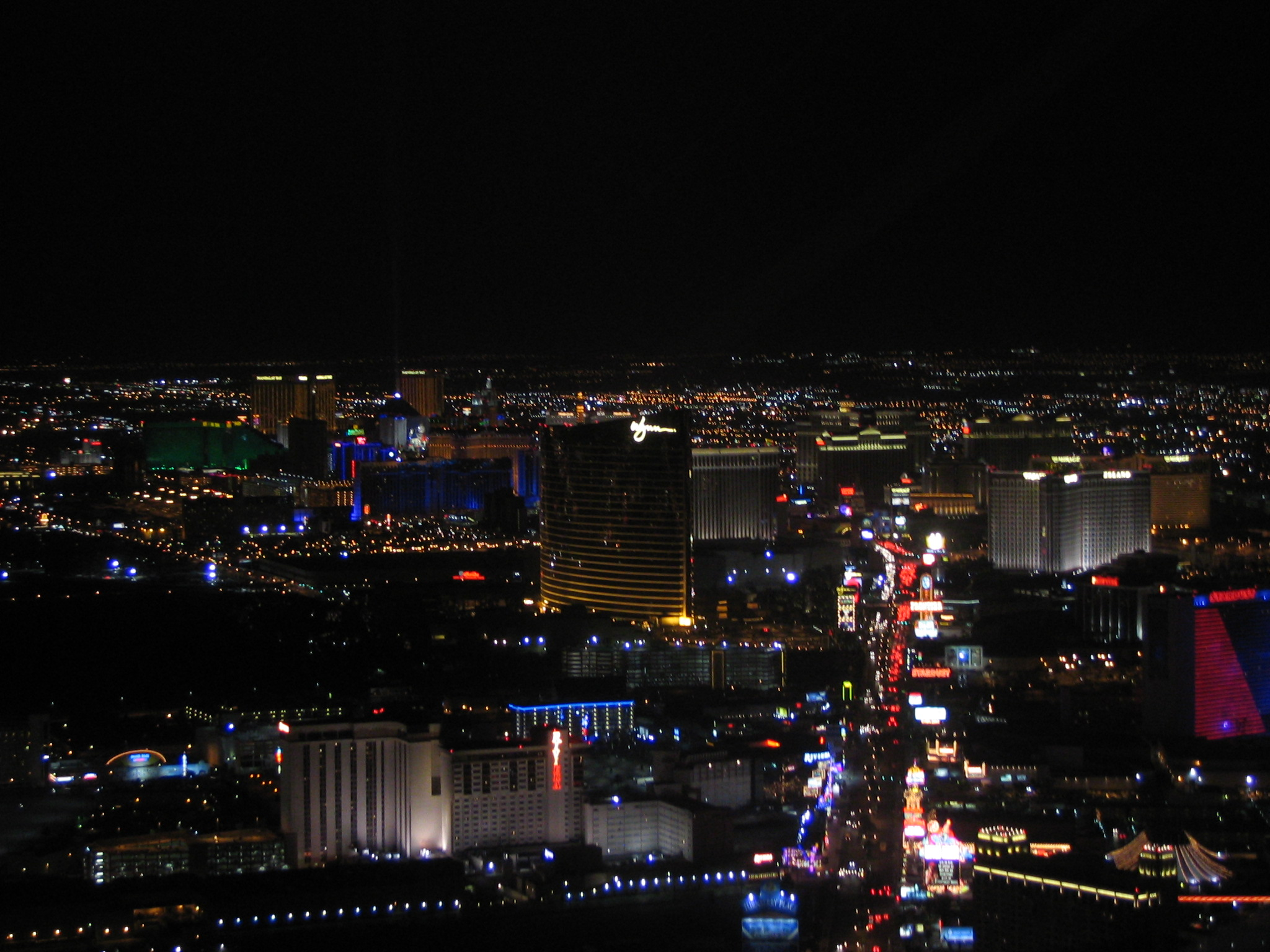
Las Vegas Strip desde la torre Stratosphere.

Además de los grandes hoteles, casinos y resorts, la franja también alberga casinos menores, moteles y otras atracciones, como por ejemplo M&M World, Adventuredome y el centro comercial Fashion Show Mall. Desde mediados de los 90 la franja se ha convertido en un sitio popular para celebrar la Nochevieja.
En 2004 el MGM Mirage anunció sus planes para la construcción de Project CityCenter, un macroproyecto con un área de 600.000 m² y una inversión de $7.000 millones de dólares en el solar del hotel Boardwalk y en los terrenos adyacentes. Contará, entre otras instalaciones, con hoteles, casinos, apartamentos y centros comerciales. Cuando esté terminado se convertirá en el complejo más grande del mundo en su clase. Los trabajos de construcción comenzaron en abril de 2006, y las primeras instalaciones del complejo se espera estén disponibles en 2009.
En 2006, la franja de Las Vegas perdió un título que poseía desde hacía muchos años, el de ser el mayor centro de juego del mundo, tras verse relegado al segundo puesto por Macao.

## ElStripen la actualidad

### Medios de transporte
Aunque no se encuentra directamente en la franja, el metro de Las Vegas discurre por el lado este de la Strip desde la avenida Tropicana hasta la calle Sahara Road.
Autobuses CAT da servicio en la franja con autobuses de dos plantas conocidos como The Deuce. Este servicio tiene paradas en la mayoría de los grandes resorts y continúa hacia el Norte en dirección al centro de la ciudad hacia el Fremont Street Experience.
Un minitren turístico o trolley recorre la Strip de arriba abajo con paradas en algunos hoteles así como en el centro comercial Fashion Show Mall cada 15 minutos. El precio es de 2 dólares por trayecto independientemente del número de estaciones. También puede adquirirse un bono para 24 horas por 5 dólares.
Dos tranvías gratuitos de menor recorrido y propulsados por cable están en servicio en la franja, uno entre el hotel casino Treasure Island y el Mirage, y el otro recorre el resort casino Mandalay Bay, el hotel casino Luxor y el hotel casino Excalibur.
Los taxis sólo pueden parar en las entradas de los hoteles y en puntos habilitados para ello. Por eso es útil saber cuál es el hotel más cercano al destino deseado.
Antes de que el autobús CAT entrase en servicio en 1992 la principal compañía pública de transporte era Las Vegas Transit.

### Transporte gratuito

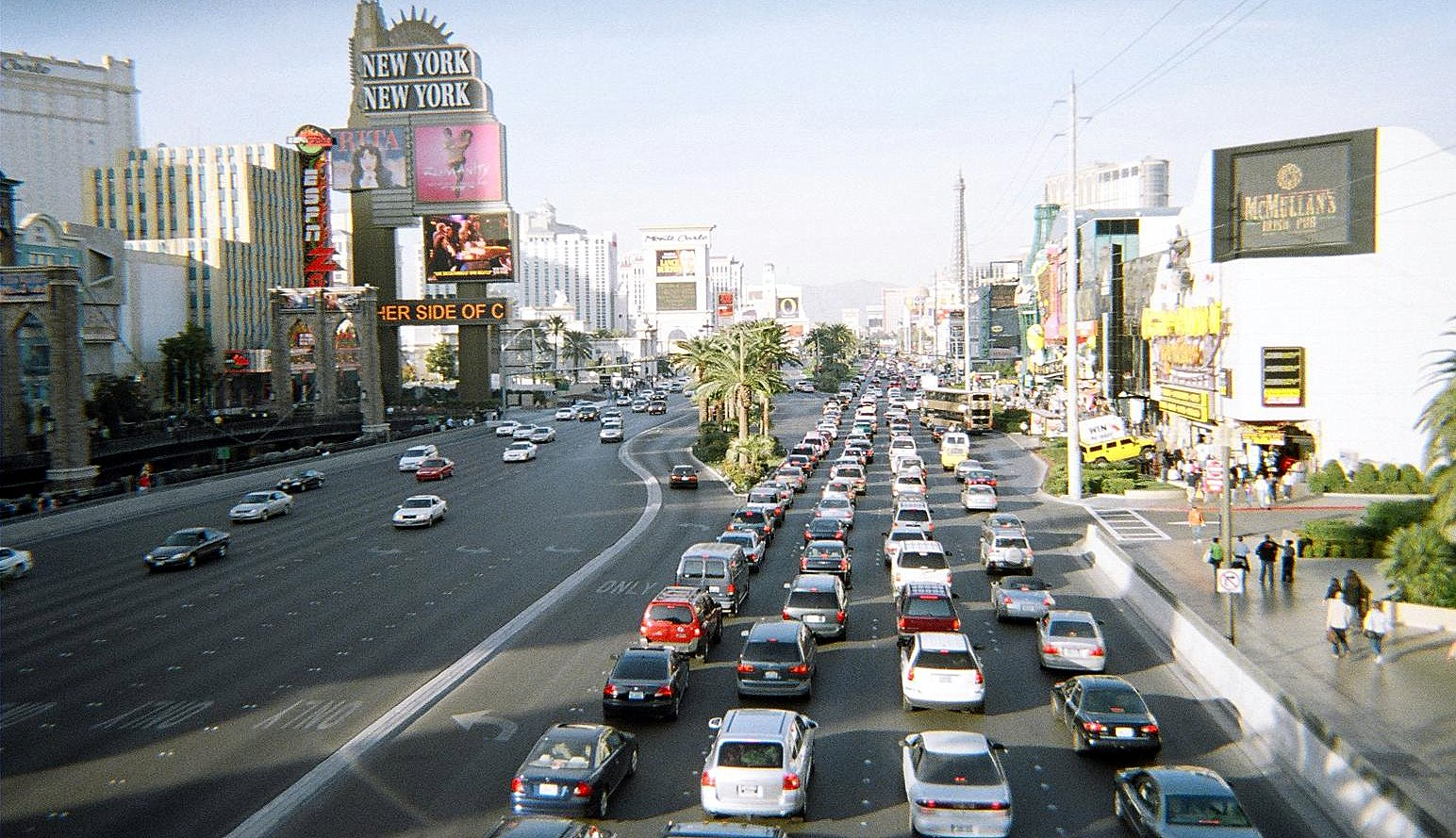
Tráfico en Las Vegas Boulevard durante el día.

Algunos de los servicios de transporte o shuttles requieren que se muestre la tarjeta de alguno de los casinos afiliados, aunque no siempre. Estos son los trayectos actuales:
- Entre Harrah's Las Vegas y el hotel casino Rio All Suite cada 30 minutos aproximadamente.
- Entre el hotel casino Sam's Town y el Bill's, Harrah's Las Vegas, hotel casino Riviera y resort casino Tropicana cada hora y media aproximadamente.
- Entre el hotel casino Caesars Palace y el hotel casino Rio All Suite cada 30 minutos aproximadamente.
- Entre el Paris/Bally's y el hotel casino Rio All Suite cada 30 minutos aproximadamente.
- Entre el hotel casino Hard Rock y el MGM Grand y el café Harley-Davidson (junto al resort y casino Planet Hollywood) sale del Hard Rock cada hora en punto.
- Entre el hotel casino Hard Rock, el centro de compras Fashion Show y Forum Shops en Caesars Palace, sale del Hard Rock cada hora en punto.
- Entre el Wynn Las Vegas y el centro de convenciones de Las Vegas, Monorail.

### A pie

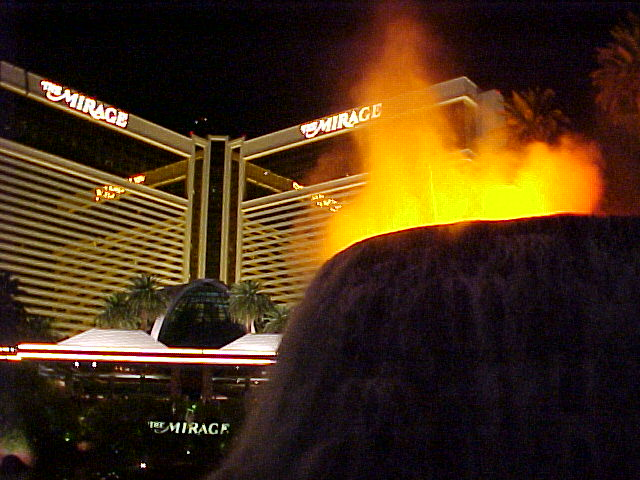
El volcán de The Mirage.

Varios hoteles de la Strip han aunado esfuerzos para hacer la calle más agradable para los peatones. Los nuevos casinos diseñan sus fachadas para atraerlos, y muchas de esas fachadas son de por sí un centro de atracción, entre las que cabe destacar la fuente del hotel casino Bellagio.

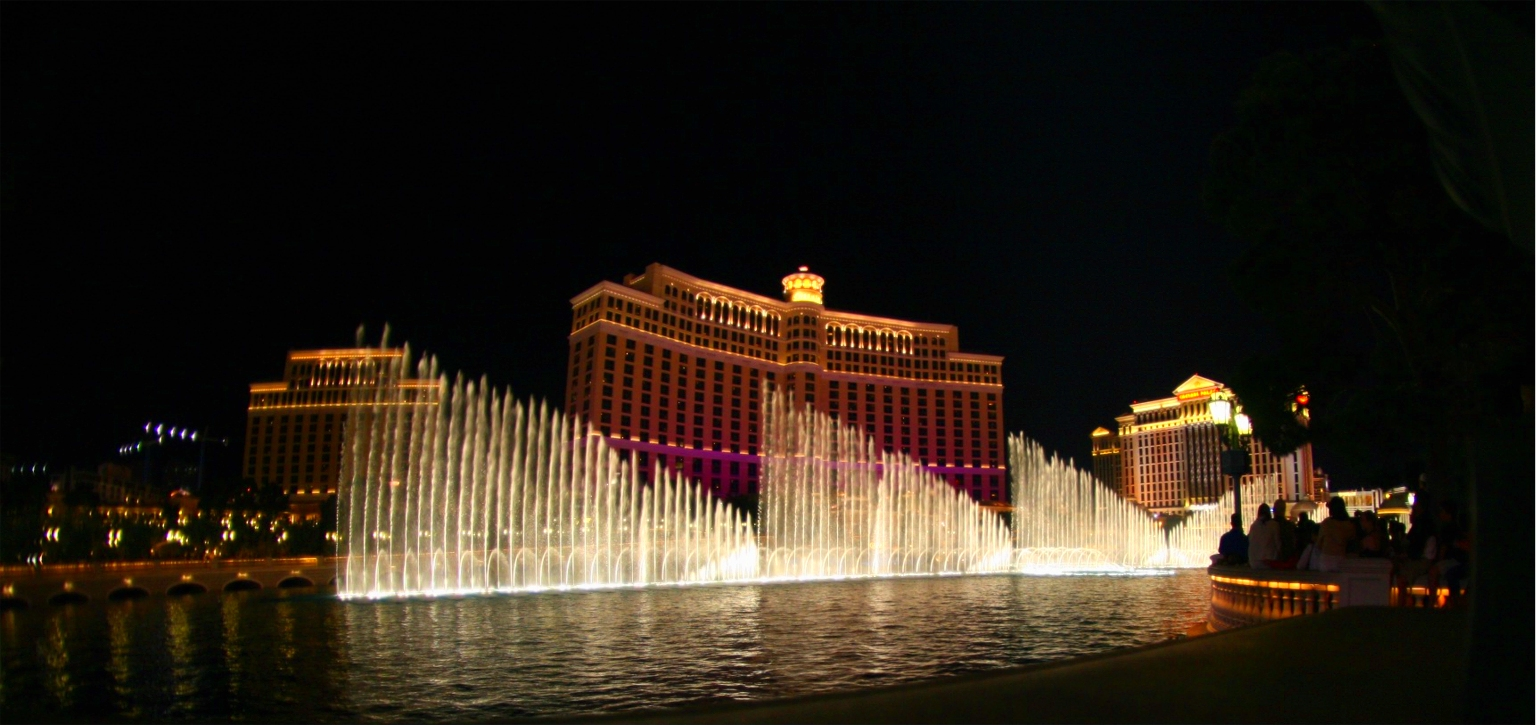
Juego de luces, agua y sonido en la fuente del Bellagio.

Con la intención de aliviar el tráfico en las intersecciones más populares se han instalado varios puentes peatonales. Los primeros puentes que se instalaron fueron en la intersección del Tropicana con la calle Las Vegas Boulevard y dados los buenos resultados, se han creado puentes adicionales en las intersecciones de las calles Las Vegas Boulevard con Flamingo Road, entre The Mirage/Treasure Island y el Venetian y los más recientes en la intersecciones de las calles Las Vegas Boulevard-Spring Mountain y la avenida Sands conectando el Wynn Las Vegas con el centro comercial Fashion Show Mall.

### Campos de golf
En los últimos años, todos los campos de golf situados en la Strip menos el Desert Inn Golf Course han ido cerrando dejando paso a los enormes resorts. El empresario Steve Wynn, fundador de los resorts Mirage adquirió el Desert Inn and golf course para su nueva compañía Wynn Resorts. En 2005 abrió el Wynn Las Vegas, un campo de golf remodelado para uso exclusivo de los huéspedes del hotel.
En 2000 se inauguró otro campo de golf, el Bali Hai Golf Club justo al sur de Mandalay Bay y de la franja. El campo de golf se puede divisar desde la autopista I-15.

## Instalaciones en elStrip
Para ver la lista completa de hoteles del Strip, véase Anexo: Hoteles en Las Vegas Strip.
En negrita, aquellos que cuentan con casinos en sus recintos.

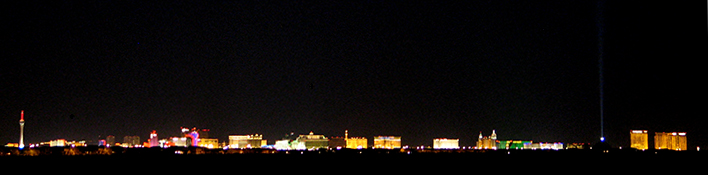
Vista nocturna del Strip desde la I-215 (de norte a sur, izquierda a derecha).

| Dirección norte hacia la Calle Fremont ↑                                                                                      |                     |                                             |  |
| The Strat | Boulevard Las Vegas |                                             |  |
| Aztec Inn | Boulevard Las Vegas |                                             |  |
| Ahern, Allure, Bonanza Gift Shop                                                                                              | Boulevard Las Vegas |                                             |  |
| Avenida Sahara | Boulevard Las Vegas | Avenida Sahara                              |  |
| Festival Grounds | Boulevard Las Vegas | Sahara                                      |  |
| Hilton Grand Vacations | Boulevard Las Vegas |                                             |  |
| Sky | Boulevard Las Vegas | Fontainebleau, Turnberry Place              |  |
| Circus Circus | Boulevard Las Vegas | Westgate                                    |  |
| Slots-A-Fun | Boulevard Las Vegas | Centro de Convenciones de Las Vegas         |  |
| Resorts World | Boulevard Las Vegas | Catedral del Ángel de la Guarda             |  |
| Calle Desert Inn | Boulevard Las Vegas | Calle Desert Inn                            |  |
| Torre Trump | Boulevard Las Vegas | Encore                                      |  |
| Fashion Show Mall | Boulevard Las Vegas | Wynn                                        |  |
| Calle Spring Mountain | Boulevard Las Vegas | Avenida Sands                               |  |
| Treasure Island | Boulevard Las Vegas | Palazzo, Venetian Expo                      |  |
| | Boulevard Las Vegas | Venetian, Sphere                            |  |
| Hard Rock (finaliza en 2027)                                                                                                  | Boulevard Las Vegas | Casino Royale                               |  |
| | Boulevard Las Vegas | Harrah's, Caesars Forum                     |  |
| | Boulevard Las Vegas | The Linq, High Roller                       |  |
| | Boulevard Las Vegas | Flamingo                                    |  |
| Caesars Palace | Boulevard Las Vegas | Cromwell, Westin Las Vegas                  |  |
| Calle Flamingo | Boulevard Las Vegas | Calle Flamingo                              |  |
| Bellagio | Boulevard Las Vegas | Horseshoe                                   |  |
| | Boulevard Las Vegas | Paris                                       |  |
| | Boulevard Las Vegas | Planet Hollywood                            |  |
| Cosmopolitan | Boulevard Las Vegas | Harmon Corner, Elara                        |  |
| Avenida Harmon | Boulevard Las Vegas | Avenida Harmon                              |  |
| CityCenter (Aria, Crystals, The Harmon, Waldorf Astoria, Vdara, Torres Veer, 63)                                              | Boulevard Las Vegas | Grand Chateau, Signature, Topgolf Las Vegas |  |
| Park MGM | Boulevard Las Vegas | Showcase Mall                               |  |
| T-Mobile Arena, New York-New York                                                                                             | Boulevard Las Vegas | MGM Grand                                   |  |
| Avenida Tropicana | Boulevard Las Vegas | Avenida Tropicana                           |  |
| Excalibur | Boulevard Las Vegas | Oyo                                         |  |
| Luxor | Boulevard Las Vegas |                                             |  |
| Delano, Mandalay Bay | Boulevard Las Vegas |                                             |  |
| Calle Russell | Boulevard Las Vegas |                                             |  |
| | Boulevard Las Vegas |                                             |  |
| | Boulevard Las Vegas |                                             |  |
| | Boulevard Las Vegas |                                             |  |
| ↓ Letrero del Welcome to Fabulous Las Vegas Dirección sur de la Interestatal 215 hacia el Aeropuerto Internacional Harry Reid |                     |                                             |  |

## Compras
| Nombre                                                   | Descripción                                                                                          |
| -------------------------------------------------------- | --- |
| Bonanza Gift Store 2440 Las Vegas Boulevard South        | La tienda de regalos más grande del mundo, especializada en la cultura pop de Las Vegas.             |
| Fashion Show 3200 Las Vegas Boulevard South              | Situado frente al Wynn Las Vegas cuenta con más de 200 establecimientos.                             |
| Grand Canal Shoppes 3355 Las Vegas Boulevard South       | Un canal con góndolas y gondoleros cantantes que se extiende frente a muchos comercios.              |
| Miracle Mile 3667 Las Vegas Boulevard South              | Parte del hotel Planet Hollywood, aloja unos 150 comercios y restaurantes.                           |
| Forum Shops en el Caesars 3500 Las Vegas Boulevard South | Situado junto al Caesars Palace dispone de más de 160 establecimientos.                              |
| Premium Outlets 875 South Grand Central Parkway          | Situado cerca de la Torre StratosphereStratosphere Las Vegas dispone de más de 150 establecimientos. |
| Outlet Center 7400 Las Vegas Boulevard South             | Situado cerca del Aeropuerto Harry Reid y dispone de más de 130 establecimientos.                    |
| BLVD 3747 S Las Vegas Blvd                               | Una mezcla de restaurantes y tiendas frente al T-Mobile Arena.                                       |

## Entretenimiento

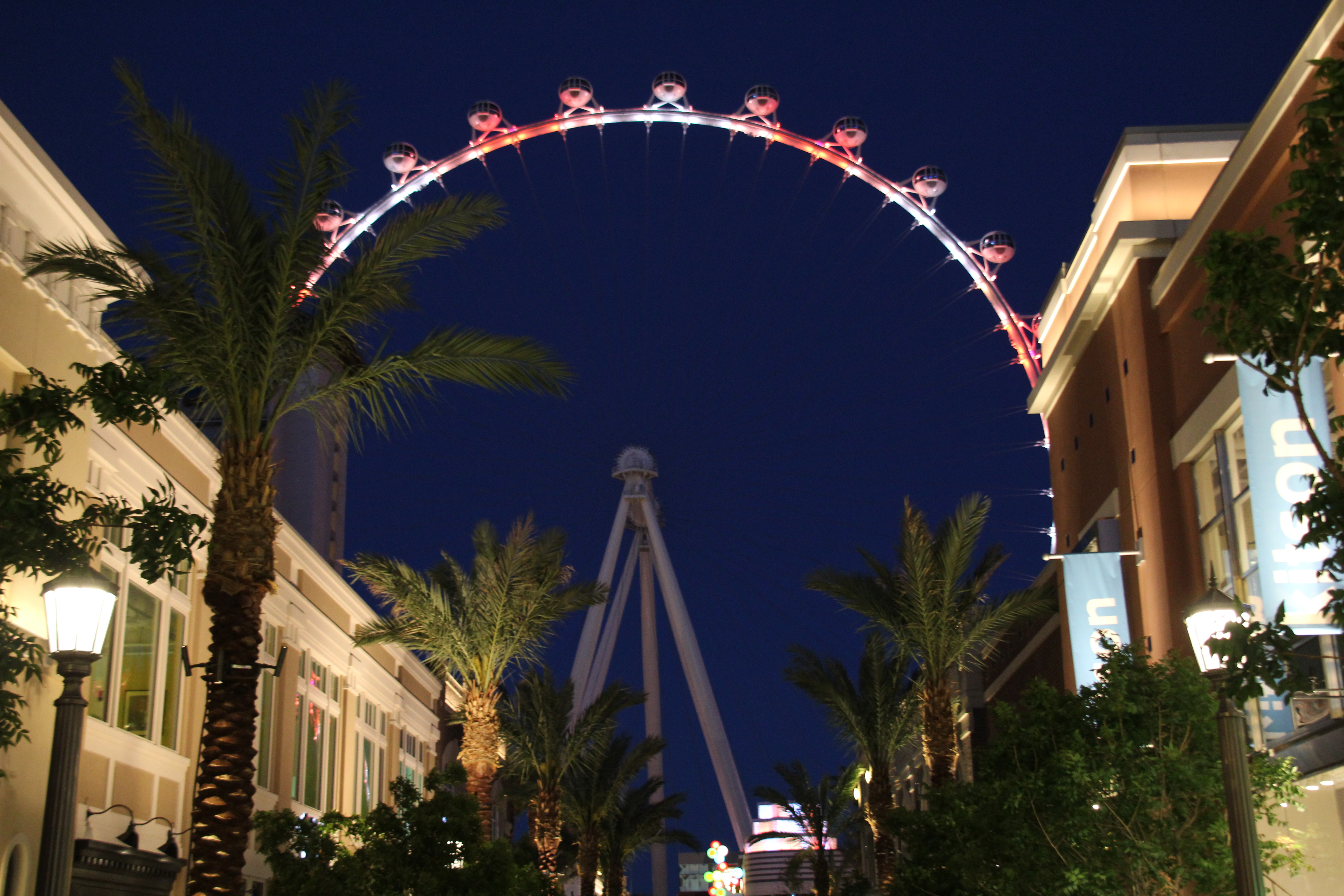
Vista de The High Roller, una atracción del Strip.

La mayoría de espectáculos y atracciones tienen lugar en los recintos de los hoteles casino. Algunas de las atracciones gratuitas más populares incluyen la fuente y el conservatorio del Bellagio, las Sirenas del ti mostradas en el Treasure Island Hotel and Casino.
Los espectáculos que se ofrecen incluyen 5 shows de Cirque du Soleil, el Blue Man Group y algunos espectáculos importados de Broadway como Mamma Mia! y The Phantom of the Opera. El Grand Garden Arena situado en el MGM Grand es uno de los escenarios de celebración de combates de boxeo más importantes de todo el país.
The Sphere abrió sus puertas en septiembre de 2023 y acoge residencias musicales y espectáculos especiales como Postcard from Earth y The Wizard of Oz. 

## Hoteles y casinos demolidos o cerrados
Se enlista una gran parte de los recintos cerrados y demolidos a lo largo de la historia de Las Vegas:
| Recinto         | Período   | Causa    | Año de demolición | Reemplazado por                         | Período                             | Otros nombres                                      |
| --------------- | --------- | -------- | ----------------- | --------------------------------------- | ----------------------------------- | -------------------------------------------------- |
| Aladdin         | 1962-1998 | cierre   | 1998              | Planet Hollywood                        | 2000-presente                       | New Aladdin (2000-2007)                            |
| Big Red's       | 1981-1982 | cierre   | 2001              | Centro comercial                        | Centro comercial                    | Ninguno                                            |
| Barbary Coast   | 1978-2007 | cierre   | No se demolió     | The Cromwell                            | 2014 - presente                     | Bill's Gamblin' (2007-2010)                        |
| Boardwalk       | 1966-2006 | cierre   | 2006              | CityCenter                              | 2009 - presente                     | Holiday Inn (1966-1989)                            |
| Desert Inn      | 1950-2000 | cierre   | 2004              | Wynn Encore                             | 2005-presente 2008-presente         | Ninguno                                            |
| Dunes           | 1955-1993 | cierre   | 1993-1994         | Bellagio                                | 1998-presente                       | Ninguno                                            |
| El Rancho       | 1948-2000 | cierre   | 2000              | Fontainebleau                           | 2023-presente                       | Thunderbird (1948-1977) Silverbird (1977-1982)     |
| El Rancho Vegas | 1941-1960 | incendio | 1978              | Hilton Grand Vacations Festival Grounds | 2004-presente 2015 - presente       | Ninguno                                            |
| Hacienda        | 1956-1996 | cierre   | 1996              | Mandalay Bay                            | 1999 - presente                     | Ninguno                                            |
| Holy Cow        | 1955-2002 | cierre   | 2012              | Wallgreens                              | 2014 - presente                     | Foxy's (1955-1988)                                 |
| Jackpot Casino  | ?-1977    | cierre   | No se demolió     | Bonanza Gift Shop                       | 1980 - presente                     | Ninguno                                            |
| Klondike        | 1962-2006 | cierre   | 2008              | Vacío                                   | Vacío                               | Kona Kai (1962-1976)                               |
| Landmark        | 1969-1990 | cierre   | 1995              | Centro de Convenciones de Las Vegas     | Centro de Convenciones de Las Vegas | Ninguno                                            |
| Little Caesars  | 1970-1994 | cierre   | 1997              | Paris                                   | 1999 - presente                     | Ninguno                                            |
| Money Tree      | ?-1979    | cierre   | No se demolió     | Bonanza Gift Shop                       | 1980 - presente                     | Ninguno                                            |
| Mirage          | 1989-2024 | cierre   | No se demolió     | Hard Rock                               | Apertura en 2027                    | Ninguno                                            |
| New Frontier    | 1942-2007 | cierre   | 2007              | Vacío                                   | Vacío                               | Last Frontier (1942-1965) The Frontier (1967-1998) |
| Riviera         | 1955-2015 | cierre   | 2016              | Vacío                                   | Vacío                               | Ninguno                                            |
| Sands           | 1952-1996 | cierre   | 1996              | The Venetian                            | 1999 - presente                     | Ninguno                                            |
| Silver City     | 1973-1999 | cierre   | 2004              | Silver City Plaza                       | 2004-presente                       | Ninguno                                            |
| Silver Slipper  | 1950-1988 | cierre   | 1988              | Parte del Frontier                      | 1988-2007                           | Ninguno                                            |
| Stardust        | 1958-2006 | cierre   | 2007              | Resorts World                           | 2021 - presente                     | Ninguno                                            |
| Tropicana       | 1957-2024 | cierre   | 2024              | Vacío                                   | Vacío                               | Ninguno                                            |
| Vegas World     | 1979-1995 | cierre   | 1995              | The Strat                               | 1996 - presente                     | Ninguno                                            |
| Westward Ho     | 1963-2005 | cierre   | 2006              | Local de comida rápida                  | Local de comida rápida              | Ninguno                                            |